# Dżitu
Dżitu (pers. جيتو) – wieś w Iranie, w ostanie Teheran. W 2006 roku miejscowość liczyła 1774 mieszkańców w 459 rodzinach.